# Yansaré
Yansaré est une commune rurale située dans le département de Saponé de la province du Bazèga dans la région du Centre-Sud au Burkina Faso.

## Santé et éducation
Le centre de soins le plus proche de Yansaré est le centre médical de Saponé.